# Henry Hill (mafioso)
Henry Hill (Brooklyn, Nueva York; 11 de junio de 1943-Los Ángeles, 12 de junio de 2012) fue un gánster estadounidense asociado a la familia criminal Lucchese, cuya vida fue retratada en la película de 1990 Goodfellas. 
Como testigo clave, pertenecía al programa de protección de testigos de Estados Unidos. Participó en el robo de Air France (1967) en el Aeropuerto Internacional John F. Kennedy en la ciudad de Nueva York, en la que se robó 420 000 dólares.

## Vida

### Primeros años
Henry Hill creció en una familia de clase trabajadora de origen irlandés e italiano de siete hermanos en Brownsville, Nueva York. Su padre irlandés Henry Hill Sr. trabajaba como electricista, su madre Carmella emigró originalmente de Sicilia. Henry Hill quedó impresionado por el estilo de vida de los peces gordos de la mafia local; sobre todo por la de Paul Vario, un capo de la familia Lucchese. Además de estudiar en la escuela, Hill trabajaba para los mafiosos como chico de los recados, limpiabotas o ayudante temporal en una pizzería, o se le permitía aparcar sus coches.
Su primer arresto se produjo cuando tenía 16 años. Entonces había intentado usar una tarjeta de crédito robada para pagar una llanta de automóvil en una estación de servicio. Al no haber traicionado a nadie, Hill se ganó el respeto de los mafiosos, particularmente el de "Jimmy" Burke. Hill abandonó la escuela secundaria y comenzó a trabajar exclusivamente para la mafia.
Sin embargo, debido a su ascendencia irlandesa, ni Burke ni Hill pudieron convertirse en miembros de pleno derecho de La Cosa Nostra estadounidense. Como asociados, sin embargo, eran tolerados siempre que no interfirieran en los asuntos internos y aportaran dinero.
En 1960, Hill se unió al Ejército de los EE. UU. en Fort Bragg (Carolina del Norte) y se convirtió en paracaidista de la 82.a Fuerza Aérea. División Aerotransportada de EE. UU.. Sin embargo, él mantuvo el contacto con Nueva York. Vendió cigarrillos libres de impuestos, cobró los atrasos de los miembros del ejército y vendió las raciones de alimentos adicionales así adquiridas. En 1963 cumplió un arresto de dos meses antes de ser dado de baja del ejército por robar el auto del sheriff. Luego Hill volvió a Nueva York.

### De ladrón a traficante
En Nueva York comenzó a trabajar con Burke, Thomas DeSimone y sus hombres como ladrón profesional y ladrón a gran escala. En particular, atacaron y secuestraron camiones para sacar su carga. Sin embargo también eran criminales activos en los aeropuertos. En 1967 robaron Air France; en 1978, robaron la Deutsche Lufthansa en el llamado Lufthansa Heist. Todos los perpetradores procedían del área de Hill, pero él mismo no estuvo involucrado en el robo.
El 3 de noviembre de 1972, Hill fue condenado a diez años de prisión por secuestrar y amenazar a un deudor. 2 años después, tras agotarse sus apelaciones a esa condena, Hill tuvo que ingresar en prisión en la cárcel de Lewsiburg por ello. 4 años después, el 12 de julio de 1978, Hill tuvo libertad condicional por ser un prisionero modelo. En prisión, Hill se puso en contacto con el narcotraficante Paul Mazzei y lo ayudó a distribuir drogas en prisión. Una vez en libertad nuevamente, capo Paul Vario prohibió a Hill seguir traficando con drogas. Sin embargo, Hill no siguió esta instrucción suya. Desde entonces transportaba grandes cantidades de cocaína de Brooklyn a Pittsburgh.
A raíz del robo de Lufthansa, hubo asesinatos entre los implicados en el crimen, del que fue responsable Burke, el cual quería deshacerse así de molestos cómplices. El amigo de Hill, Thomas DeSimone, desapareció sin dejar rastro por matar a dos miembros de la familia Gambino sin autorización. Se sospechaba que personas del equipo de John Gotti estaban detrás de su asesinato.

### Testigo clave
A finales de abril de 1980, Hill fue arrestado por tráfico de drogas. Apenas liberado de nuevo, fue arrestado nuevamente a causa del incidente de la Lufthansa. Ahora llegó al convencimiento de que tanto Burke como Vario querían asesinarlo después de que le reprodujeran una cinta del FBI, en el que hablaban Burke y Vario. De esta manera, las autoridades pudieron persuadirlo para que cooperara: Hill accedió a testificar contra Burke y Vario a finales de mayo de 1980, lo que dio lugar a unas cincuenta acusaciones seguidas. Burke fue condenado a veinte años y Vario a diez años.
Hill fue incluido en el programa de protección de testigos con su familia y vivía en una ciudad diferente con un nuevo nombre. Sin embargo, en 1987 Hill volvió al tráfico de drogas en Seattle y fue condenado por ello.

### Últimos años
Hill vivió más tarde en Topanga Canyon, cerca de Malibu, California. Murió el 12 de junio de 2012 en un hospital de Los Ángeles. Tenía 69 años y al día siguiente, Hill fue incinerado.

### Vida privada
Se casó en 1965 con Karen Friedman Hill y tuvieron un hijo, Gregg, y una hija, Gina. Se divorciaron en 1989 y al año siguiente se casó con Kelly Alor, de la que se divorció en 1996.

## Adaptaciones
- 1990: Goodfellas; película esencialmente correcta biográficamente sobre Henry Hill dirigida por Martin Scorsese. El papel de Hill lo interpreta Ray Liotta. La película está basada en la novela Wiseguy de Nicholas Pileggi. Pileggi coescribió esta novela con Henry Hill.